# Język hlai

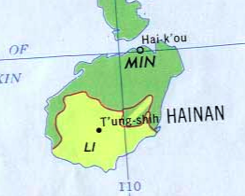
Języki używane na Hajnanie

Język hlai, li – język z dajskiej rodziny językowej, używany przez mniejszość etniczną Li w centralnej i południowej części chińskiej wyspy Hajnan. Dzieli się na szereg zróżnicowanych dialektów, z których dialekt ha 哈 uważany jest za najbardziej prestiżowy. W latach 50 XX w. opracowano system zapisu języka hlai za pomocą alfabetu łacińskiego.